# Raul Bensaúde
Raul Bensaude (em grafia antiga Raúl Bensaude) (Ponta Delgada, 26 de janeiro de 1866 — Paris, 25 de outubro de 1938), ou Raoul Bensaude, foi um médico gastroenterologista francês de origem açoriana, filho do industrial José Bensaúde.

## Biografia
Enviado por seu pai à Alemanha, frequentou ali a Escola Secundária de Hanôver, em Hanôver. Desta, passou para a Universidade de Estrasburgo e, mais tarde, para a Universidade de Paris, onde se doutorou em Medicina.
Naturalizou-se Francês, e, em Paris, exerceu a sua actividade clínica, sendo um dos mais notáveis especialistas mundiais das doenças do aparelho digestivo.
Destacou-se como iniciador da proctologia em França. O seu nome ficou associado ao de Pierre-Emile Launois ao propor uma explicação para a adenolipomatose simétrica, actualmente conhecida como de Launois-Bensaude.

## Obras publicadas
- Raoul Bensaude, Le phénomène de l’agglutination des microbes et ses applications à la pathologie (Le sérodiagnostic) Thèse, Paris 1897.
- Georges Hayem Leçons sur les maladies du sang recueillies par É. Parmentier et R. Bensaude. Masson, Paris 1900.
- Raoul Bensaude, Pierre Hillemand, André Lambling, et Roger Cattan. Rectoscopie: Sigmoïdoscopie. Traité d'endoscopie recto-colique. Masson et Cie, Paris 1919, 1926. "Ouvrage couronné par l'Académie de médecine."
- Raoul Bensaude Traité des maladies de l’intestin vol. I, Masson Paris, 1931.
- Raoul Bensaude Traité des maladies de l’intestin vol. II, Masson Paris, 1932.
- Raoul Bensaude Traité des maladies de l’intestin vol. III, Masson Paris, 1935.
- Raoul Bensaude Maladies de l'intestin vol. IV. Les hémorroïdes et leur traitement, fissure anale, prurit anal, etc. Masson Paris, 1939.